# DJ Premier
Christopher Edward Martin, meglio conosciuto come DJ Premier, Preemo (Houston, 21 marzo 1966), è un disc jockey, beatmaker, produttore discografico e polistrumentista statunitense, famoso per essere stato la metà strumentale del duo Gang Starr, composto con il rapper Guru.
È uno dei più importanti e influenti produttori di sempre.
DJ Premier iniziò a fare il DJ mentre frequentava la scuola a Praire View, in Texas. Il primo nome da artista usato da DJ Premier fu Waxmaster C, essendo la "C" la prima lettera del suo nome, Chris.
DJ Premier ha co-prodotto quasi tutti i pezzi dei Gang Starr, insieme a molti pezzi di altri gruppi e solisti fin dall'inizio degli anni novanta. Tra questi ci sono pezzi memorabili per artisti come Jay-Z (D'Evils, So Ghetto), Big L (The Enemy, Platinum Plus), The Notorious B.I.G. (Unbelievable, Kick in the Door, "Ten Crack Commandments), Rakim (It's Been a Long Time, When I Be on Tha Mic), Nas (NY State of Mind, Represent, "Nas Is Like"), M.O.P. (Stick to Ya Gunz), Jeru the Damaja (Come Clean, Ya Playin' Yaself), Das EFX (Real Hip Hop), KRS-One (MC's Act Like They Don't Know), Mos Def (Mathematics), Royce da 5'9" (Boom).
Nella lista stilata dalla casa editrice Dotdash Meredith sui migliori produttori della storia dell'hip hop, Premier è stato inserito alla posizione numero 1. Spesso viene effettivamente ritenuto il più influente DJ del genere, se non altro per l'aver collaborato con praticamente tutti i rapper più importanti e averne lanciati diversi di grande talento.
Nel 2014 DJ Premier fonda il duo "PRhyme" insieme a Royce da 5'9", e pubblicano un album omonimo di buon successo commerciale.

## Biografia

### Collaborazioni
A parte i Gang Starr, alcuni dei lavori più apprezzati di Premier sono le sue collaborazioni con gli affiliati Jeru the Damaja e i Group Home. Con il primo, Premier modellò una delle pietre miliari dell'East Coast, l'album The Sun Rises in the East, pubblicato nel 1994. Il suo secondo lavoro, Wrath of the Math del 1996, fu ritenuto un buon tentativo ma non all'altezza del suo predecessore, anche se conteneva il più grande successo finora di Jeru, "Ya Playin' Yaself". L'album dei Group Home Livin' Proof (1995), sebbene piuttosto trascurato alla sua uscita, è stato col tempo sempre più considerato un capolavoro e molti lo citano come l'opera finora più omogenea di Premier.
DJ Premier collaborò intensamente con i musicisti jazz del gruppo sperimentale di Branford Marsalis, Buckshot Lefonque, per il loro album di debutto. Nel 1998 produsse il pezzo Devil's Pie per il cantante neo soul D'Angelo. Il pezzo doveva essere originariamente inserito solo nella colonna sonora del film Belly, del regista di video musicali Hype Williams, ma D'Angelo cambiò presto idea e lo inserì anche nel suo secondo album Voodoo (2000).

## Tecnica

### Campionamenti

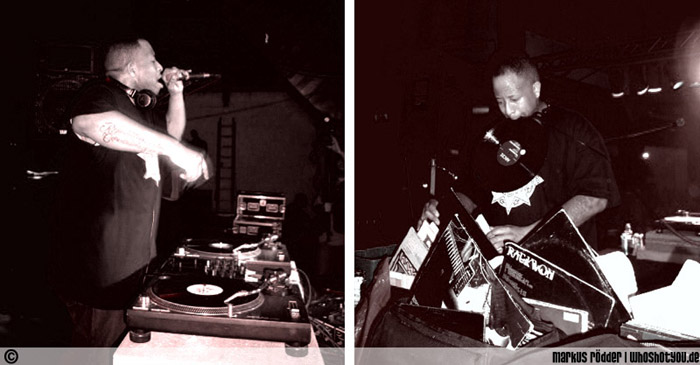
DJ Premier dal vivo nel 2008.

Lo stile di produzione di DJ Premier rappresenta il suono di New York. È riconosciuto per i suoi campionamenti di artisti jazz, funk e soul, e di precedenti lavori dello stesso artista per cui sta producendo un pezzo.. Le collaborazioni di Premier al di fuori dei Gang Starr sono note per la sua firma, spesso imitata, consistente nella combinazione di piccoli campionamenti vocali, spesso provenienti da diversi artisti e intervallati da scratching, per formare il ritornello. Per esempio, per il ritornello di "Mathematics" di Mos Def, Premier inserisce, in veloce successione:
"The Mighty Mos Def..." (da Body Rock di Mos Def),
"It's simple mathematics" (da John Blaze di Fat Joe),
"I revolve around science..." (dai versi di Ghostface Killah nel pezzo di Raekwon Criminology),
"Do your math.." (da On & On di Erykah Badu) e
"One, two, three, four" (da Funky Drummer di James Brown)
In pezzi di un certo artista, i campionamenti vocali provengono tutti da lavori precedenti dello stesso artista; Nas Is Like e 2nd Childhood di Nas ne sono due noti esempi.

### Melodie
DJ Premier utilizza solitamente una melodia composta da una o due battute che si ripete per la durata del brano, spesso combinando suoni orchestrali a suoni naturali e dando all'MC un ottimo terreno di base per raggiungere una performance carica di pathos e soul – l'essenza dell'hip hop.
Innovativa è l'introduzione di suoni raramente utilizzati nella musica rap (come ad esempio gli xilofoni in Kick in The Door di The Notorious B.I.G. o i suoni naturali di Nas Is Like di Nas), l'ampia gamma di strumenti (il loop di pianoforte di D'Evils di Jay-Z e gli archi di New York (Ya Out There?) di Rakim) e le tecniche di produzione (la melodia della seconda metà di A Million And One Questions - Rhyme No More di Jay-Z è stata suonata da lui stesso).

### Batterie
Le batterie che DJ Premier usa sono note per la loro complementarità con le melodie. Ad esempio, in N.Y. State Of Mind di Nas, due battute hanno un giro semplice di cassa e rullante; nelle due successive si aggiunge un secondo set di batterie.

### "Clean Versions"
Un altro segno distintivo di Premier sono le clean version delle sue produzioni. DJ Premier infatti elimina i termini osceni in prima persona, sostituendo ad essi degli effetti sonori.
Questo rende la versione clean delle canzoni più scorrevole all'ascolto e riempie il vuoto che sarebbe altrimenti lasciato delle parole eliminate.

## Discografia

### Album
Album in studio
- 1989 – No More Mr. Nice Guy (con Guru come Gang Starr)
- 1991 – Step in the Arena (con Guru come Gang Starr)
- 1992 – Daily Operation (con Guru come Gang Starr)
- 1994 – Hard to Earn (con Guru come Gang Starr)
- 1994 – The Sun Rises in the East (con Jeru the Damaja)
- 1995 – Livin' Proof (con Group Home)
- 1996 – Wrath of the Math (con Jeru the Damaja)
- 1998 – Moment of Truth (con Guru come Gang Starr)
- 2003 – The Ownerz (con Guru come Gang Starr)
- 2009 – Tha Blaqprint (con Blaq Poet)
- 2012 – Kolexxxion (con Bumpy Knuckles)
- 2014 – PRhyme (con Royce da 5'9" come PRhyme)
- 2018 – PRhyme 2 (con Royce da 5'9" come PRhyme)
- 2019 – One of the Best Yet (con Guru come Gang Starr)

### Principali produzioni
- Lord Finesse - Funky Technician (1990) (6 pezzi)
- J Rock - Streetwize (1991) (5 pezzi)
- Gang Starr - Trespass Soundtrack (1992) (1 pezzo)
- Mobb Deep - Juvenile Hell (1993) (1 pezzo)
- Da Youngsta's - The Aftermath (1993) (1 pezzo)
- KRS-One - Return of the Boom Bap (1993) (5 pezzi)
- Nas - Illmatic (1994) (3 pezzi)
- The Notorious B.I.G. - Ready to Die (1994) (1 pezzo)
- Buckshot LeFonque - Buckshot LeFonque (1994) (7 pezzi)
- Heavy D & the Boyz - Blue Funk (1994) (2 pezzi)
- Big Daddy Kane - Daddy's Home (1994) (1 pezzo)
- Das EFX - Hold It Down (1995) (2 pezzi)
- Show & A.G. - Goodfellas (1995) (1 pezzo)
- Fat Joe - Jealous One's Envy (1995) (2 pezzi)
- Crooklyn Dodgers '95 - Clockers Soundtrack (1995) (1 pezzo)
- Guru - Jazzmatazz, Vol. 2: The New Reality (1995) (1 pezzo)
- D&D All-Stars - The D&D Project (1995) (1 pezzo)
- KRS-One - KRS-One (1995) (3 pezzi)
- Jay-Z - Reasonable Doubt (1996) (3 pezzi)
- Bahamadia - Kollage (1996) (5 pezzi)
- Nas - It Was Written (1996) (1 pezzo)
- M.O.P. - Firing Squad (1996) (7 pezzi)
- O.C. - Jewelz (1997) (4 pezzi)
- Jay-Z - In My Lifetime, Vol. 1 (1997) (2 pezzi)
- The Notorious B.I.G. - Life After Death (1997) (2 pezzi)
- Lady of Rage - Necessary Roughness (1997) (2 pezzi)
- Rakim - The 18th Letter (1997) (2 pezzi)
- Sauce Money - Soul in the Hole Soundtrack (1997) (1 pezzo)
- Jay-Z - Vol. 2... Hard Knock Life (1998) (1 pezzo)
- M.O.P. - First Family 4 Life (1998) (5 pezzi)
- Brand Nubian - Foundation (1998) (1 pezzo)
- Jermaine Dupri - Life in 1472 (1998) (1 pezzo)
- All City - Metropolis Gold (1998) (1 pezzo)
- Fat Joe - Don Cartagena (1998) (1 pezzo)
- Jay-Z - Vol. 3... Life and Times of S. Carter (1999) (1 pezzo)
- The Notorious B.I.G. - Born Again (1999) (1 pezzo)
- A.G. - The Dirty Version (1999) (1 pezzo)
- Rakim - The Master (1999) (2 pezzi)
- Nas - I Am... (1999) (3 pezzi)
- Mos Def - Black on Both Sides (1999) (1 pezzo)
- Nas - Nastradamus (1999) (1 pezzo)
- Group Home - A Tear for the Ghetto (1999) (1 pezzo)
- Charli Baltimore - Cold as Ice (1999) (1 pezzo)
- Limp Bizkit - Significant Other (1999) (1 pezzo)
- Capone-N-Noreaga - The Reunion (2000) (1 pezzo)
- Freddie Foxxx - Industry Shakedown (2000) (2 pezzi)
- D.I.T.C. - D.I.T.C. (2000) (3 pezzi)
- Guru - Jazzmatazz, Vol. 3: Streetsoul (2000) (2 pezzi)
- M.O.P. - Warriorz (2000) (5 pezzi)
- Tony Touch - The Piece Maker (2000) (1 pezzo)
- D'Angelo - Voodoo (2000) (1 pezzo)
- Rah Digga - Dirty Harriet (2000) (1 pezzo)
- Black Eyed Peas - Bridging the Gap (2000) (1 pezzo)
- Sauce Money - Middle Finger U (2000) (1 pezzo)
- Common - Like Water for Chocolate (2000) (1 pezzo)
- Ed O.G. -The Truth Hurts (2000) (1 pezzo)
- Big L - The Big Picture (2000) (3 pezzi)
- Afu-Ra - Body of the Life Force (2000) (6 pezzi)
- Screwball - Y2K: The Album (2000) (2 pezzi)
- The LOX - We Are the Streets (2000) (1 pezzo)
- D.I.T.C. - The Official Version (2000) (2 pezzi)
- Guru - Baldhead Slick & Da Click (2001) (1 pezzo)
- J-Live - The Best Part (2001) (1 pezzo)
- Jadakiss - Kiss tha Game Goodbye (2001) (1 pezzo)
- Nas - Stillmatic (2001) (1 pezzo)
- Dilated Peoples - Expansion Team (2001) (1 pezzo)
- Gang Starr - Training Day (Soundtrack) (2001) (1 pezzo)
- Heather B. - Eternal Affairs (2002) (1 pezzo)
- Royce da 5'9" - Rock City (2002) (2 pezzi)
- Non Phixion - The Future Is Now (2002) (1 pezzo)
- X-Ecutioners - Built from Scratch (2002) (1 pezzo)
- Jaz-O & The Immobilarie - Kingz Kounty (2002) (2 pezzi)
- Devin the Dude - Just Tryin' Ta Live (2002) (1 pezzo)
- Snoop Dogg - Paid tha Cost to Be da Bo$$ (2002) (2 pezzi)
- Afu-Ra - Life Force Radio (2002) (2 pezzi)
- Xzibit - Man Vs. Machine (2002) (1 pezzo)
- Freddie Foxxx - Konexion (2003) (2 pezzi)
- Craig G - This Is Now!!! (2003) (1 pezzo)
- Gang Starr - 8 Mile Soundtrack (2003) (1 pezzo)
- Da Ranjahz - Who Feels It Knows (2003) (1 pezzo)
- Cee-Lo Green - Cee Lo Green... Is the Soul Machine (2004) (1 pezzo)
- Pitch Black - Pitch Black Law (2004) (2 pezzi)
- Royce Da 5'9" - Death Is Certain (2004) (1 pezzo)
- Proof - I Miss the Hip Hop Shop (2004) (1 pezzo)
- AZ - A.W.O.L. (2005) (1 pezzo)
- Afu-Ra - State of the Arts (2005) (1 pezzo)
- Big Shug - Who's Hard? (2005) (9 pezzi)
- Ol' Dirty Bastard - Osirus (2005) (1 pezzo)
- Christina Aguilera - Back to Basics (2006) (5 pezzi)
- Agallah - You Already Know (2006) (1 pezzo)
- AZ - The Format (2006) (1 pezzo)
- The Black Eyed Peas - Renegotiations: The Remixes (2006) (1 pezzo)
- Blaq Poet - Rewind: Deja Screw (2006) (4 pezzi)
- Celph Titled - The Gatalog: A Collection of Chaos (2006) (1 pezzo)
- Special Teamz - Stereotypez (2007) (1 pezzo)
- NYG'z - Welcome 2 G-Dom (2007) (7 pezzi)
- Termanology - Politics as Usual (2008) (3 pezzi)
- Kool G Rap - Half a Klip (2008) (1 pezzo)
- Torae - Daily Conversation (2008) (2 pezzi)
- Fat Joe - The Elephant in the Room (2008) (1 pezzo)
- Ludacris - Theater of the Mind (2008) (1 pezzo)
- Reks - Grey Hairs (2008) (1 pezzo)
- Ill Bill - The Hour of Reprisal (2008) (1 pezzo)
- Royce da 5'9" - Street Hop (2009) (3 pezzi)
- Blaq Poet - Blaq Out (2009) (2 pezzi)
- M.O.P. - Foundation (2009) (1 pezzo)
- Reks - More Grey Hairs (2009) (1 pezzo)
- Capone-N-Noreaga - Channel 10 (2009) (1 pezzo)
- Bun B - Trill OG (2010) (1 pezzo)
- Canibus - C of Tranquility (2010) (1 pezzo)
- Fat Joe - The Darkside Vol.1 (2010) (1 pezzo)
- Evidence - Cats & Dogs (2011) (2 pezzi)
- Apathy - Honkey Kong (2011) (1 pezzo)
- Joell Ortiz - Free Agent (2011) (1 pezzo)
- The Game - The R.E.D. Album (2011) (1 pezzo)
- Torae - For the Record (2011) (1 pezzo)
- Royce da 5'9" - Success Is Certain (2011) (2 pezzi)
- Reks - Rhythmatic Eternal King Supreme (2012) (1 pezzo)
- La Coka Nostra - Masters of the Dark Arts (2012) (1 pezzo)
- Vinnie Paz - God of the Serengeti (2012) (1 pezzo)
- Big Shug - I.M. 4-Eva (2012) (4 pezzi)
- Termanology & Lil' Fame - Fizzyology (2012) (1 pezzo)
- Joey Bada$$ - Summer Knights (2013) (1 pezzo)
- Papoose - The Nacirema Dream (2013) (1 pezzo)
- Tony Touch - The Piece Maker 3: Return of the 50 MC's (2013) (1 pezzo)
- Ill Bill - The Grimy Awards (2013) (1 pezzo)
- Fat Joe - Darkside III (2013) (1 pezzo)
- Czarface - Czarface (2013) (1 pezzo)
- Dilated Peoples - Directors of Photography (2014) (1 pezzo)
- Diabolic - Fightin' Words (2014) (1 pezzo)
- Barrel Brothers - Barrel Brothers (2014) (1 pezzo)
- Slaughterhouse - Shady XV (2014) (1 pezzo)
- Joey Bada$$ - B4.DA.$$ (2015) (1 pezzo)
- The Four Owls - Natural Order (2015) (1 pezzo)
- Big Shug - Triple OGzus (2015) (2 pezzi)
- PRhyme - Southpaw (Soundtrack) (2015) (1 pezzo)
- Papoose - You Can't Stop Destiny (2015) (1 pezzo)
- Dr. Dre - Compton (2015) (1 pezzo)
- The Game - The Documentary 2 (2015) (1 pezzo)
- Torae - Entitled (2016) (1 pezzo)
- Faith Evans - The King & I (2017) (1 pezzo)
- MC Eiht - Which Way Iz West (2017) (3 pezzi)
- Mike Posner - Keep Going (2019) (1 pezzo)
- Busta Rhymes - Extinction Level Event 2: The Wrath of God (2020) (1 pezzo)
- Westside Gunn - Pray for Paris (2020) (1 pezzo)
- Conway the Machine - From King to a God (2020) (1 pezzo)
- Ab-Soul - Herbert (2022) (1 pezzo)
- Macklemore - Ben (2023) (1 pezzo)